# Casa noble

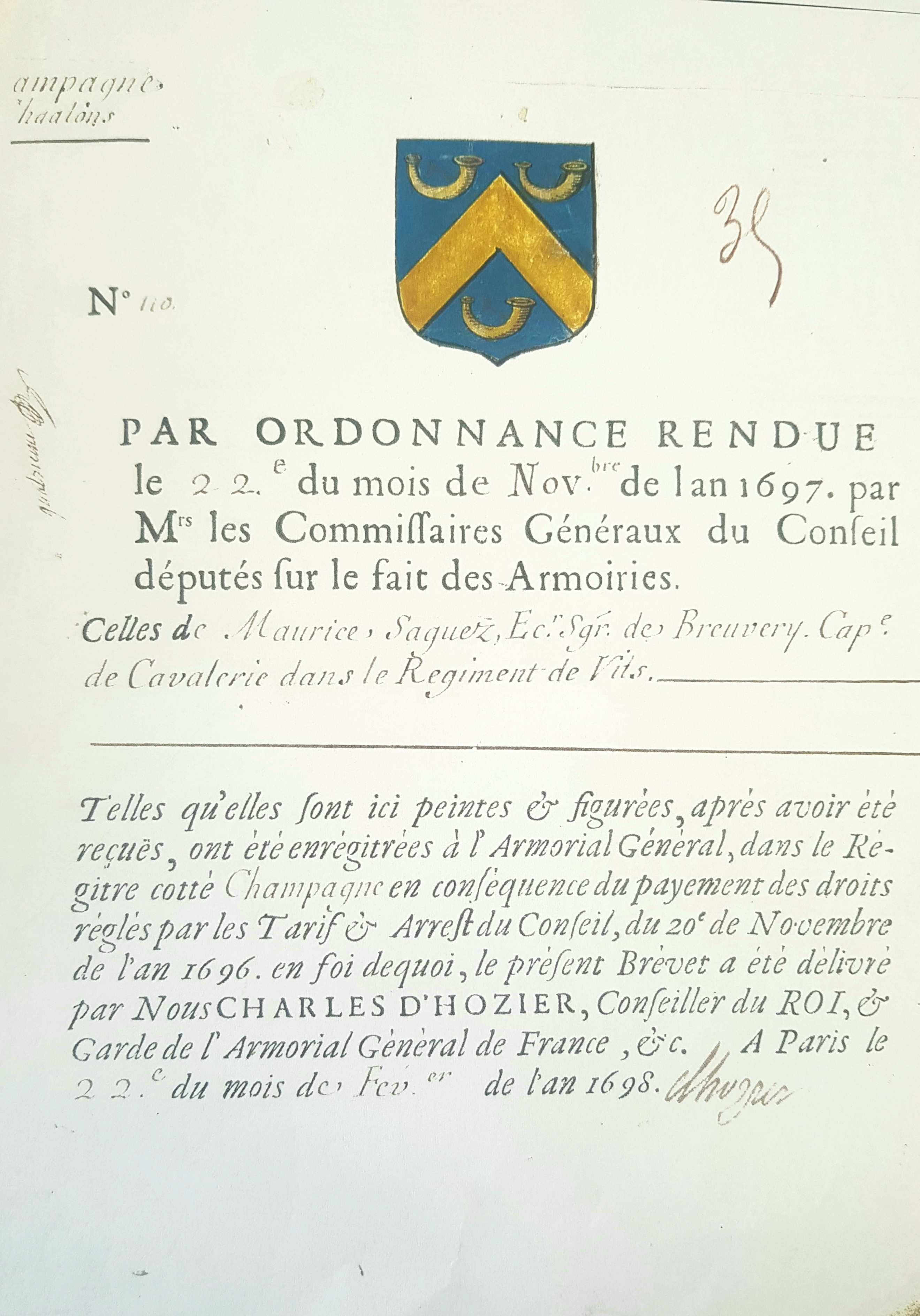
Blasón de Maurice Saguez de Breuvery datado en 1697

Para las casas de nobleza española, véase Casas nobles de España (linajes).
Casa noble, casa nobiliaria o casa de nobleza es el nombre con el que se designa corporativamente a los nobles de la misma familia, y el que reciben los linajes o dinastías nobiliarias, de modo semejante a como se designa a las casas reales.
En la sociedad preindustrial, la casa es el elemento referencial de una familia, no necesariamente noble. La casa solariega es la que se considera el origen de una familia noble. Es un rasgo de distinción ser de una familia de solar conocido. En la estimación social era importante la diferencia existente entre los que eran nobles o hidalgos por casa o por sangre (a los que la nobleza les había llegado por herencia, particularmente por la vía del mayorazgo) y los ennoblecidos, cuya nobleza era reciente; así como la que existía entre la nobleza de espada y la nobleza de toga.

## Casa de nobleza en los países nórdicos
Con el nombre de casa de nobleza (en alemán: Ritterhaus) o (en sueco Riddarhuset) se estableció una institución representativa del estamento nobiliario en Finlandia en 1626. Hubo una institución similar en Suecia, con el mismo nombre. Las instituciones semejantes en otros países de Europa Occidental fueron la Casa de los Lores en Inglaterra, el brazo nobiliario de las Cortes en los reinos hispánicos, o los Estados Generales en el reino de Francia.